# USS Balch (DD-50)
USS Balch (DD-50) – amerykański niszczyciel typu Aylwin będący w służbie United States Navy w czasie I wojny światowej. Patronem okrętu był admirał George Balch.
Okręt zwodowano 21 grudnia 1912 w stoczni William Cramp and Sons Ship and Engine Building Company, matką chrzestną była Grace Balch, córka patrona. Jednostka weszła do służby 26 marca 1914, pierwszym dowódcą został Lieutenant Commander D. C. Hanrahan.
„Balch” był w służbie we Flotylli Torpedowej Floty Atlantyku jedynie przez kilka miesięcy, zanim został umieszczony w rezerwie służbowej w New York Navy Yard 24 lipca 1914. Pełnił jednak w tym czasie służbę na wodach meksykańskich (28 kwietnia-3 maja). 17 grudnia 1914 został ponownie umieszczony w pełnej służbie i dołączył do Floty Atlantyku. Do czasu przystąpienia Stanów Zjednoczonych do I wojny światowej okręt brał udział w „patrolach neutralności”. 8 października 1916 uratował rozbitków z brytyjskiego parowca „Stephano”, który został zatopiony przez niemiecki okręt podwodny U-53 w pobliżu Newport.
Gdy Stany Zjednoczone przystąpiły do I wojny światowej „Balch” popłynął na wody europejskie i dotarł do Queenstown w Irlandii 17 listopada 1917. Został przydzielony do Sił Queenstown (ang. Queenstown Force) i pełnił służbę eskortową, chroniąc atlantyckie konwoje, do 16 listopada 1918. Wtedy odpłynął z Irlandii do USA. Niszczyciel dotarł do Norfolk 1 stycznia 1919 i został umieszczony w rezerwie.
Wrócił do służby w atlantyckich dywizjonach niszczycieli w drugiej części 1921 i pływał wzdłuż wschodniego wybrzeża USA do kwietnia 1922. „Balch” został wycofany ze służby 20 czerwca 1922 i umieszczony w rezerwie w Filadelfii. Nazwę jednostki skreślono z listy okrętów floty 1 listopada 1933. Okręt został zezłomowany w 1935.